# Mons Ardeshir
Mons Ardeshir är ett berg på månen. Det ligger på månens baksida, från jorden sett, precis öster om Mons André. Berget har en diameter av 8 kilometer. Det fick sitt namn 1976 efter den persiska mansnamnet Ardeshir.
Koordinater är 5,0 N 121,0 Ö. Eftersom den östliga koordinaten är högre än 90, ligger berget på månens frånsida, från jorden sett.